# Bartolomeo da Breganze
Bartolomeo da Breganze, o, più correttamente, da Vicenza (Vicenza, 1200 circa – Vicenza, 1270), è stato un vescovo cattolico italiano, beatificato nel 1793.

## Biografia

Litografia da libro di fine '700 - B. Bartolomeo da Breganze riceve la S. Spina da Re Luigi IX di Francia

### Origini e formazioni

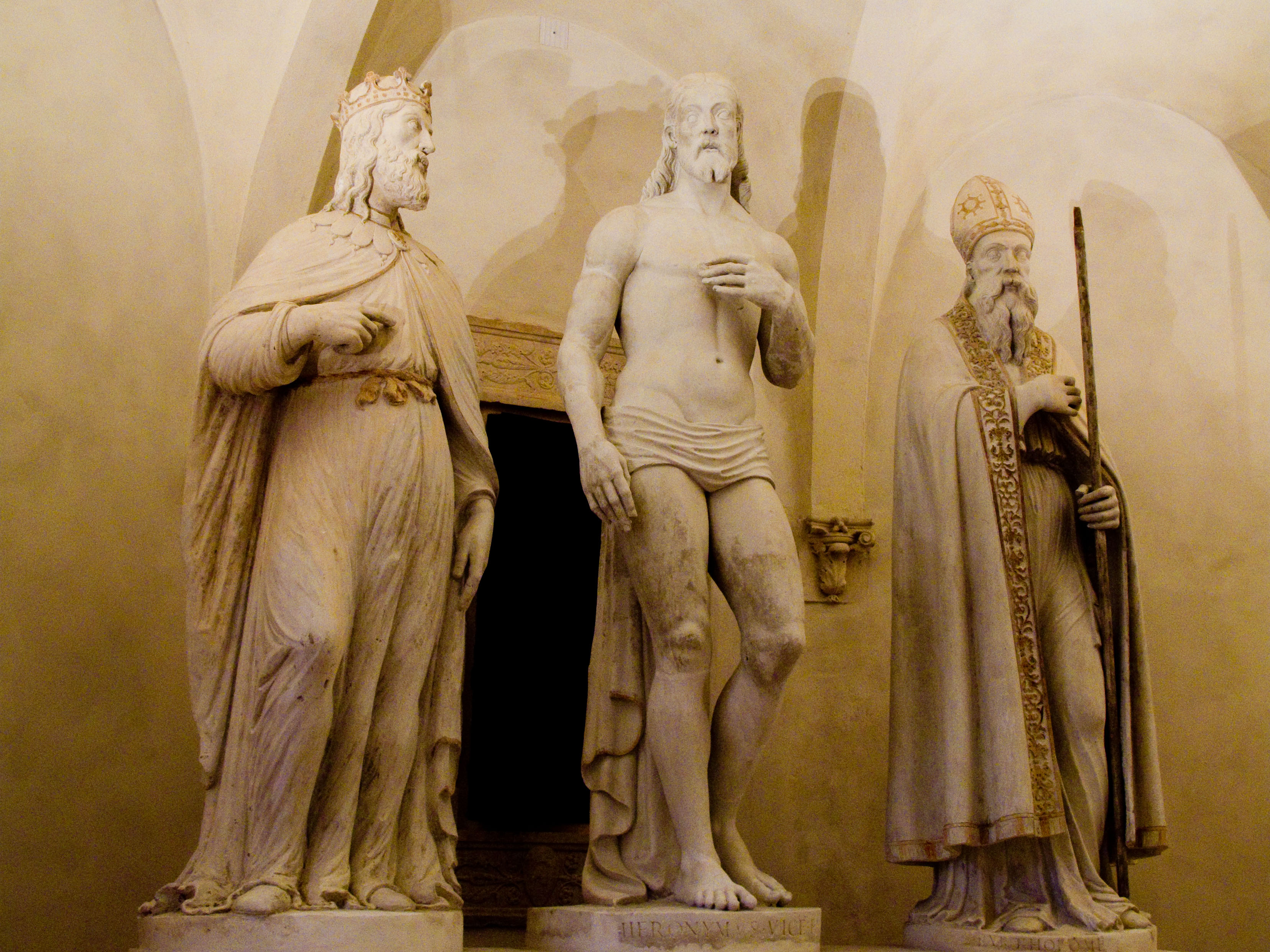
Vicenza - Chiesa di Santa Corona: Cristo tra Bartolomeo da Breganze (a destra) e Luigi IX di Francia (a sinistra)

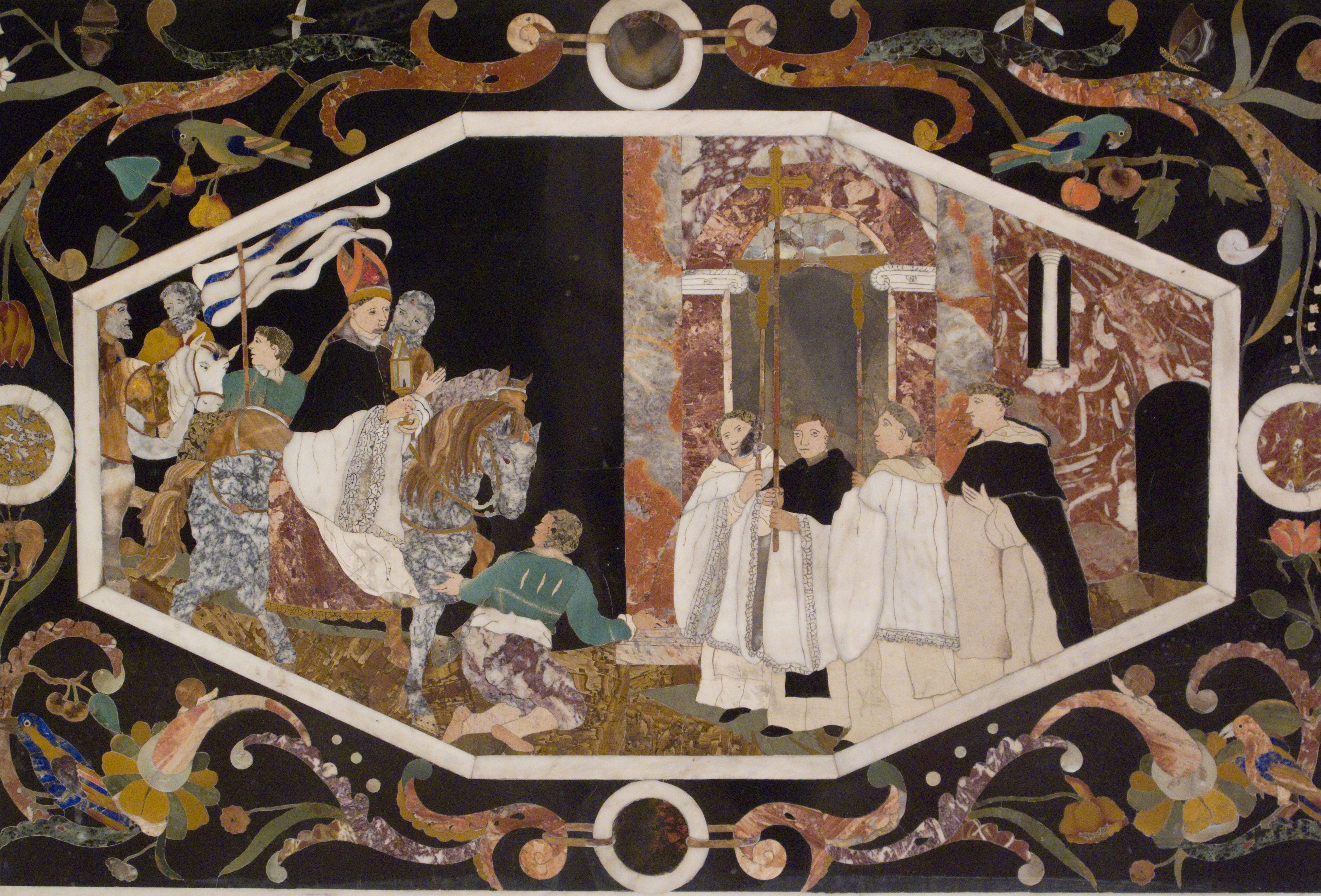
Vicenza - Chiesa di Santa Corona - Paliotto dell'altare centrale: il vescovo Bartolomeo entra in Vicenza

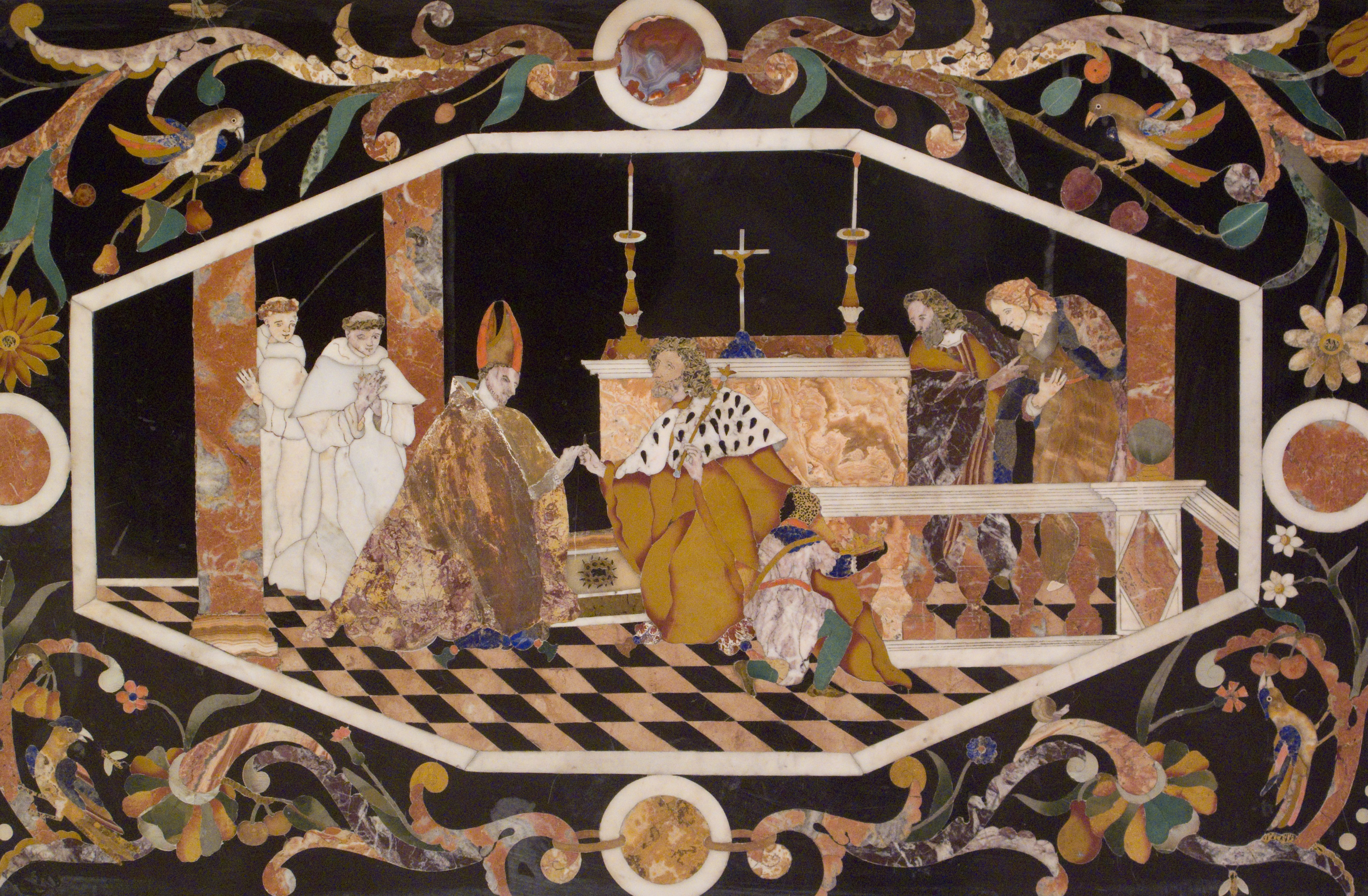
Vicenza - Chiesa di Santa Corona - Paliotto dell'altare centrale: il vescovo Bartolomeo riceve la Sacra Spina da Luigi IX di Francia

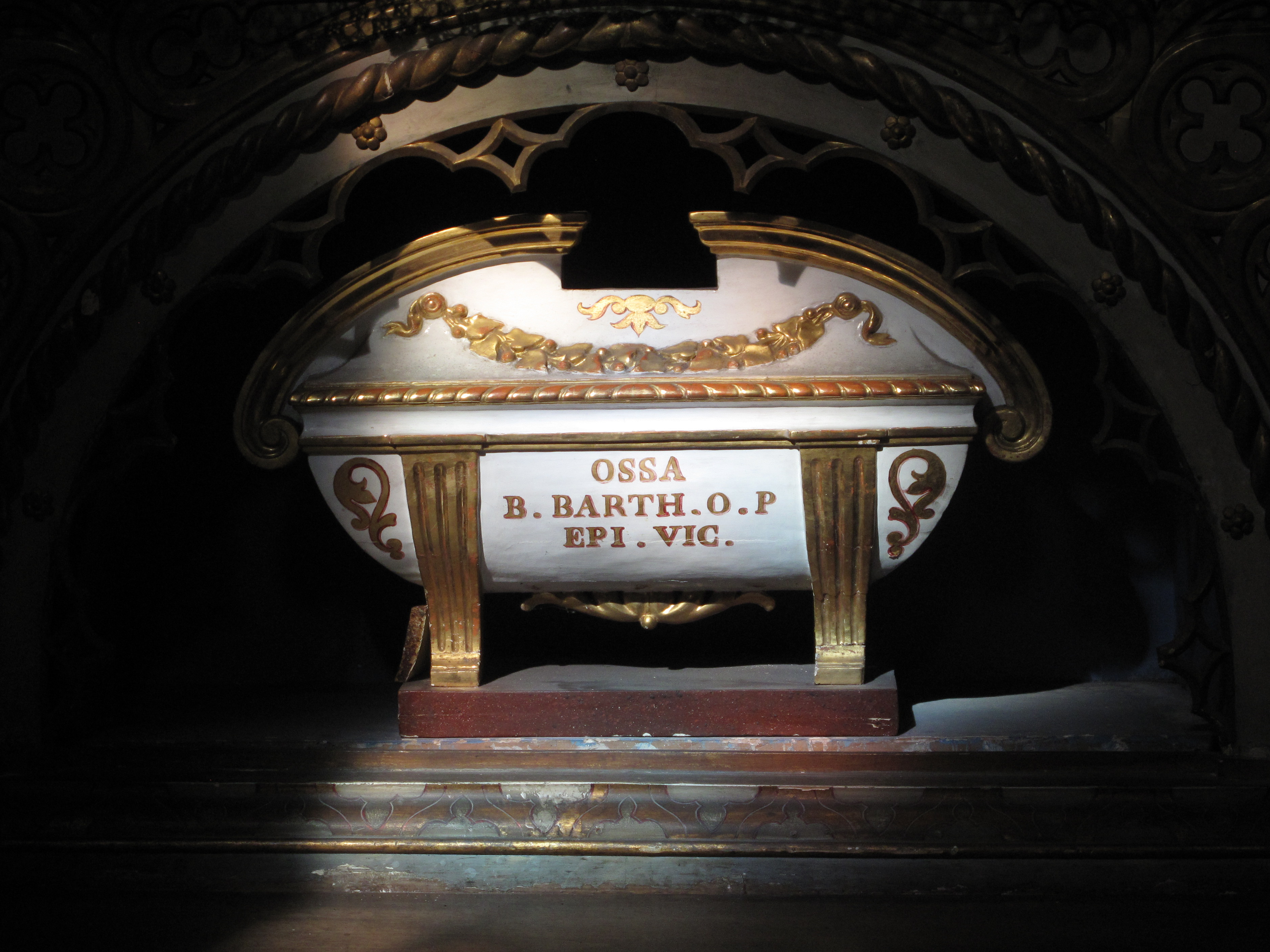
Vicenza - Chiesa di Santa Corona - Ossa di Bartolomeo da Breganze

Le notizie biografiche sul suo conto sono molto scarse. Non sembra avere fondamento la tradizione cronachistica che lo vorrebbe esponente della nobile famiglia da Breganze (lui stesso si firmò sempre come Bartholomaeus Vicentinus), famiglia che dimorava nell'alto vicentino, con maggior parte dei possedimenti tra cui un castello con feudo, sulle colline di Breganze, allora in territorio vicentino, ma nella diocesi di Padova. 
Nato forse l'8 settembre dei primi anni del sec. XIII (1206?), non si conosce molto né della sua formazione, né dell'entrata nell'ordine dei Frati Predicatori, avvenuta probabilmente a Padova intorno al 1220.
Bartolomeo compì gli studi di teologia a Bologna; ordinato sacerdote, ebbe l'incarico di insegnare la Sacra Scrittura con la cattedra dello "Studio Generale". Andò poi in Lombardia e a Parma.
Partecipò in pieno ai movimenti che coinvolgevano masse entusiaste, volti a combattere gli eretici e promuovere la riforma morale della Chiesa, come il movimento dell'Alleluia. In questo contesto nel 1233 fondò a Parma un ordine monastico-cavalleresco, la Milizia di Gesù Cristo.
Fu poi professore nello Studio della curia romana e consigliere ufficiale di papa Innocenzo IV (1237), reggente della facoltà di teologia della Curia Pontificia o Maestro del Sacro Palazzo (incarico che oggi è denominato "teologo della Casa Pontificia"). Nel 1252 venne consacrato vescovo di Limisso, nell'allora latino Regno di Cipro. Andò quindi in Palestina, a Giaffa, Sidone ed Acri, nominato nunzio apostolico presso Luigi IX di Francia, impegnato nella VII crociata.
Il 18 dicembre 1255 papa Alessandro IV, impegnato nella lotta contro Ezzelino III da Romano, contro il quale due giorni dopo avrebbe indetto la crociata, lo nominò direttamente – senza richiedere cioè il parere del capitolo della cattedrale, troppo debole per opporsi a Ezzelino – vescovo di Vicenza, dove però non poté insediarsi sino al 1259, data della morte del signore della città.
Attese questo momento a Padova, la città guelfa più impegnata nella guerra contro il tiranno, poi a Roma. Nel 1259 fu inviato in missione diplomatica alla corte di Enrico III d'Inghilterra e, al ritorno, si fermò a Parigi, dove Luigi IX gli donò una teca d'oro, contenente una croce fatta del legno della vera Croce di Cristo e una delle spine della corona di spine.

### Signore di Vicenza
Portando con sé le preziose reliquie, giunse nel 1260 a Vicenza, dove il clero e il popolo andarono ad incontrarlo, acclamando: «Benedetto colui che viene nel nome del Signore». Già nello stesso anno volle che venisse iniziata la costruzione della Chiesa di Santa Corona e dell'annesso convento dei domenicani. La chiesa fu finita nel 1270, in tempo per accogliere le spoglie di Bartolomeo, morto in quello stesso anno.
Subito dopo il suo insediamento, riaffermò le prerogative signorili da cui nel periodo ezzeliniano il vescovo era stato esautorato, convocando i vassalli per rivedere le concessioni feudali, ma si occupò anche di far restituire a Vicenza i territori bassanesi e marosticensi che Padova aveva sottratto e di svolgere un'azione pacificatrice tra le città della Marca Veronese.
Risollevò le sorti della Chiesa vicentina, caduta in un miserevole stato di degrado negli ultimi anni del dominio di Ezzelino, durante i quali egli non aveva potuto insediarsi nella sede episcopale. Da buon domenicano e responsabile dell'inquisizione, egli affrontò la Chiesa catara di Vicenza in dibattiti pubblici riuscendo a far convertire molti degli aderenti ad essa e a mandarne altri sul rogo.
Uomo di grande cultura e rettitudine, con azioni concrete promosse gli studi e il risanamento morale in una città ancora permeata di odi e violenza e dove si praticava l'usura. Ricevette dalla popolazione e dal Comune un'enorme fiducia, che lo resero arbitro indiscusso di ogni contesa nella città, della quale divenne per un triennio il signore di fatto. I vicentini giunsero al punto da prestargli un giuramento di fedeltà.
Dopo che nel 1264 Vicenza fu soggiogata da Padova, egli perse gran parte del suo potere e visse gli ultimi anni nello sconforto e nella delusione che si riflettono nei suoi scritti. Nel 1267 si rivolse a papa Clemente IV per essere esonerato dal governo della diocesi e dedicarsi esclusivamente al governo dell'Ordine; il papa tuttavia non accettò le sue dimissioni. Morì nel 1270 a Vicenza, dopo aver lasciato come erede universale di quanto possedeva il convento di Santa Corona; fu sepolto nella sua chiesa, ormai ultimata.
Di lui restano, oltre ai Sermones, una Expositio Cantici Canticorum e un trattato De venatione divini amoris ispirato al pensiero dello Pseudo-Dionigi. Di particolare rilievo sono i suoi sermoni mariani, i Sermones de beata Virgine, una delle raccolte più interessanti del XIII secolo.

## Culto
Oggetto di devozione popolare sin dalla morte, il culto di Bartolomeo di Breganze fu confermato l'11 settembre 1793 da papa Pio VI, che lo proclamò beato. La sua memoria liturgica ricorre il 27 ottobre.

## Opere
- Bartolomeo da Breganze O.P., Sermones de beata Virgine (1266), a cura di Laura Gaffuri, Padova, 1993. ("Fonti per la storia della terraferma veneta", 7).